# Gustavo Adolfo Noseda
Gustavo Adolfo Noseda (Milano, 24 novembre 1837 – Milano, 27 gennaio 1866) è stato un musicista e compositore italiano.

## Biografia
Membro di una famiglia agiata, figlio di Giovanni e di Vincenza Mazzucchelli, Gustavo Adolfo a partire dal 1857 poté dedicarsi alla musica dopo aver compiuto gli studi giuridici all'Università di Pavia. Dopo alcuni concerti tenuti a Milano, tra il 1859 e il 1863 Noseda soggiornò a Napoli dove fu allievo di Saverio Mercadante e poté assistere all'epopea dei Mille di Giuseppe Garibaldi. Il soggiorno napoletano fu decisivo perché lì vi poté acquistare un gran numero di spartiti dell'opera napletana del XVIII e del XIX secolo e perché vi compose musica sacra e musica da camera oltre a scrivere l'opera Ada su libretto di Francesco Maria Piave. Nel 1863 Noseda tornò a Milano e ivi tenne concerti di musica strumentale nel 1864 e nel 1865. Morì il 27 gennaio 1866 a causa della tubercolosi di cui soffriva da tempo e fu sepolto al Cimitero monumentale di Milano.
Gran parte della sua vasta biblioteca (oltre 8000 manoscritti e 500 libri di argomento musicale) fu donata dal padre al Comune di Milano e poi al Conservatorio di Milano.